# Kenadie Jourdin-Bromley
Kenadie Jourdin-Bromley (13 februari 2003) is een Canadees meisje met primordiale dwerggroei. Vanwege haar postuur kreeg ze een rol in de film Iep!. Op het moment van de opnamen was de toen 6-jarige Jourdin 76 centimeter lang. 

## Films
- Incredibly Small: Kenadie's Story (2008) - documentaire
- Born Different: Unbelievable Medical Conditions - (2010) - documentaire
- Iep! (2010)
- Tiniest Tween: Kenadie's Story - (2011) - documentaire